# Corgatha hebescens
Corgatha hebescens là một loài bướm đêm trong họ Erebidae.